# Schlacht an der Aisne (1918)
Die Dritte Schlacht an der Aisne vom 27. Mai bis 6. Juni 1918, von deutscher Seite unter den Decknamen Blücher- und Yorck Angriff, auch als Schlacht bei Soissons und Reims bezeichnet, war eine Offensive im Rahmen der deutschen Frühjahrsoffensive 1918. Sie begann Ende Mai 1918 an der mittleren Westfront und war ein weiterer Versuch, den Sieg an der Westfront zu erzwingen. Am 29. Mai fiel Soissons in deutsche Hand, wie beim Unternehmen Michael brachte der Angriff anfangs erheblichen Geländegewinn, die Marne wurde wie im September 1914 auf breiter Linie erreicht, die Überschreitung des Flusses gelang aber im Gegensatz zum ersten Kriegsjahr nicht mehr. In der Schlussphase war ein großer Frontbogen geschlagen. Die deutschen Kräfte reichten aber für die Fortsetzung des Angriffes nicht aus; er drang seit Anfang Juni gegen den Widerstand der erneut erstarkenden Truppen der Entente nicht mehr weiter vor.

## Vorgeschichte

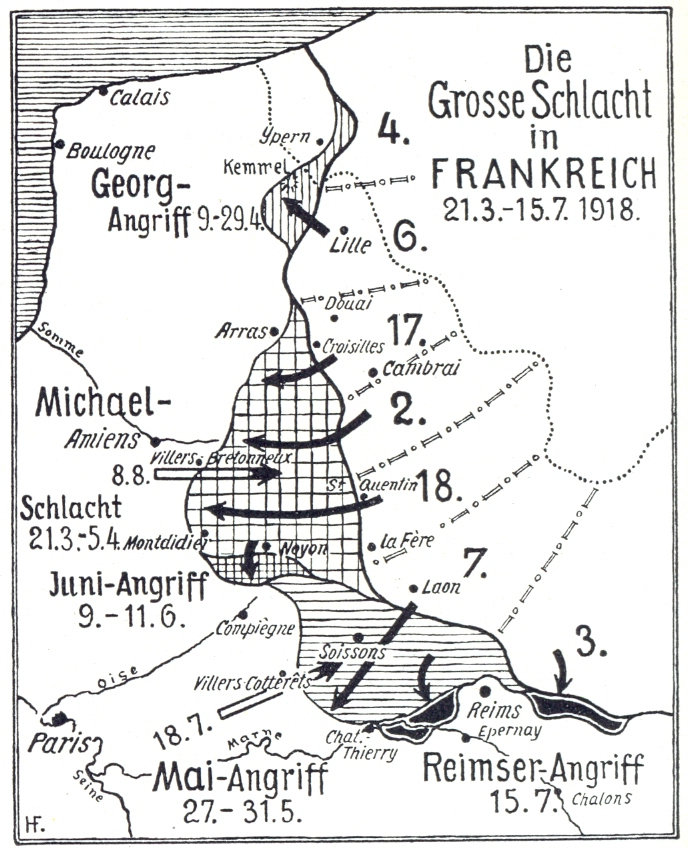
Übersicht der deutschen Offensiven an der Westfront im ersten Halbjahr 1918

Die von der deutschen Obersten Heeresleitung entfachte Frühjahrsoffensive wurde am 21. März 1918 aus der Frontlinie St. Quentin-Cambrai eröffnet und sah die Trennung der britischen von der französischen Armee vor. Der „Michael-Angriff“ wurde nach beachtlichen Anfangserfolgen und Geländegewinn im Gebiet der Somme bis Anfang April durch gegnerische Gegenangriffe im Raum Amiens und Montdidier vollständig zum Erliegen gebracht. Auch die am 9. April eingeleitete Vierte Flandernschlacht („Georg-Angriff“) brachte nicht den erhofften Erfolg. Nach einer Pause von vier Wochen glaubten Generalfeldmarschall von Hindenburg und General Ludendorff einen weiteren Angriff an der mittleren Westfront an der Aisne wagen zu können, um dem Krieg die erhoffte Wende zu bringen.
Am 1. Mai 1918 trat auf der gegnerischen Seite der Oberste Kriegsrat der Entente in Abbeville zusammen, der Oberbefehlshaber General Foch forderte dabei monatlich die Verstärkung der Fronttruppen durch jeweils 12.0000 amerikanischen Soldaten, um die anfallenden Verluste ausgleichen zu können. Dem Wunsch des amerikanischen Befehlshabers in Frankreich, General John Pershing, möglichst bald eine geschlossene US-Armee an der Westfront einsetzen zu können, wurde vorerst noch nicht entsprochen. Anfang Mai standen bereits 400.000 Amerikaner in Frankreich, doch waren nur sieben Divisionen vollständig für den Großkampf eintrainiert. Die bereits ausgebildete 1. US-Division bewährte sich bereits im April zur Unterstützung der französischen Front im Raum Cantigny, drei weitere amerikanische Divisionen waren bereits in Lothringen als Reserve bei der östlichen französischen Heeresgruppe eingesetzt. Zu dieser Zeit besaß die Entente bereits ein deutliches materielles Übergewicht gegenüber den Deutschen; bei der Artillerie (18.500 gegen 17.500 Geschütze), an Kampfwagen (etwa 500 französische und 400 englische gegenüber etwa 30 deutschen) und an Flugzeugen (4.500 gegenüber 2.800).

## Planung

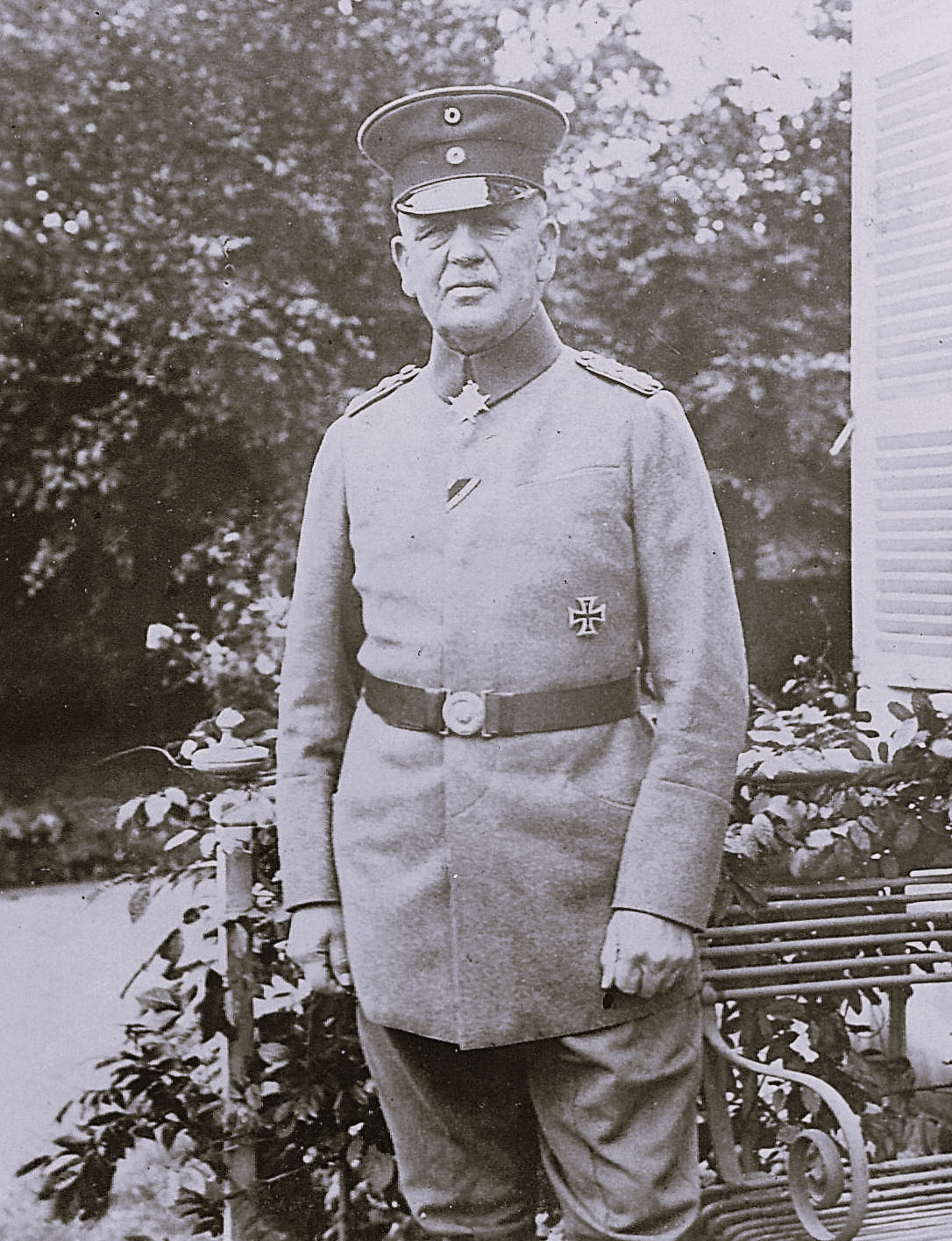
Max von Boehn

Die Heeresgruppe „Deutscher Kronprinz“ sollte unter dem Decknamen „Blücher“ die Operation vom September 1914 wiederholen und über die Aisne den direkten Durchbruch auf Paris erzwingen. Das Bergland um Laon bot der dafür bestimmten 7. Armee günstige Vorbedingungen zur Verschleierung der Angriffsvorbereitungen. Der Hauptangriff wurde durch den Oberbefehlshaber Generaloberst von Boehn und dessen Stabschef Oberst Reinhardt organisiert. Die 7. Armee lag mit ihrem rechten Flügel zwischen der Einmündung der Ailette in die Oise und mit dem linken Flügel im Raum nordöstlich von Reims. Die im Raum beiderseits Reims haltende 1. Armee unter General der Infanterie von Below hatte sich im Rahmen des „Goerz-Angriffes“ nach der Gewinnung des Aisne-Marne-Kanals zwischen Berry-au-Bac und Loivre mit ihrem rechten Flügel der Offensive anzuschließen.
Für den Angriff des rechten Flügels der 1. Armee (Gruppe „Brimont“ und linker Flügel der Gruppe „Schmettow“) war es dabei entscheidend, dass der Angriff des linken Flügels der 7. Armee erfolgreich anlief. Sobald die Umgruppierung der nötigen Angriffsartillerie vollzogen wäre, hätte unter dem Decknamen „Yorck-Angriff“, auch der linke Flügel der 18. Armee östlich Noyon über die Oise und auch das noch defensiv stehende VII. Armee-Korps unter General von François über die Ailette anzugreifen. Der Zeitpunkt für ein neuerliches Antreten der Südfront der 18. Armee, aus dem Raum westlich von Noyon bis zu der Höhe von Montdidier hing vom Erfolg der 7. Armee ab.
Während die Offensive lief, wurde zwischen 27. Mai bis zum 2. Juni zur Ablenkung auf dem inneren Flügel der 2. und 17. Armee die alte Angriffsrichtung gegen Amiens wieder aufgenommen.
Das Einrücken der Sturmtruppen der 7. Armee in die 55 Kilometer breite Ausgangsstellung zwischen Vauxaillon und Brimont fand erst vor der Angriffsnacht statt. Für den Angriff der 7. Armee waren im ersten Treffen 18 Divisionen in fünf Korpsgruppen angesetzt, an beiden Flügel sollten zwei Generalkommandos – eines im Raum Noyon und eines bei Reims – decken, während den drei übrigen Korps in der Mitte der Durchbruch über die Aisne befohlen war.

## Aufmarsch der Kräfte
Für den „Blücher-Angriff“ verfügte die 7. Armee über insgesamt 29 Divisionen an Infanterie, dazu kamen 1158 Batterien, davon 1631 schwere Geschütze und 1233 Minenwerfer (4.630 Geschütze) und etwa 500 Flugzeuge.
Der rechte Flügel, der gegen den Ailette-Abschnitt und Soissons angesetzt war, bildete sich aus der
- Gruppe „François“ (Generalkommando VII. Armee-Korps) mit der 211. und 241. Infanterie-Division
- Gruppe „Larisch“ (Generalkommando 54) mit der 5. und 6. Infanterie-Division in Front und der 6. bayerischen Reserve-Division dahinter.

In der Mitte gegen den Höhenzug des Chemin des Dames waren drei Korpsgruppen angesetzt
- Gruppe „Wichura“ (Generalkommando VIII. Reserve-Korps) mit der 14. Reserve-Division, der 37. und 113. Infanterie-Division, dahinter die 197. Infanterie-Division sowie die noch am ersten Angriffstag herausgelöste 13. Landwehr-Division im zweiten Treffen.
- Gruppe „Winckler“ (Generalkommando XXV. Reserve-Korps) führte mit der 1. Garde-Division, 33. Infanterie- und 10. Reserve-Division den Hauptstoß, in zweiter Linie war die 231. Infanterie-Division angesetzt.
- Gruppe „Conta“ (Generalkommando IV. Reserve-Korps) mit der 10. und 28. Infanterie-Division, sowie der 5. Garde-Division im ersten und der 103. Infanterie-Division im zweiten Treffen.

Den Linken Angriffsflügel der 7. Armee bildete die
- Gruppe „Schmettow“ (Generalkommando 65) mit der 50. und 52. Infanterie-Division vorne und der 7. Reserve-Division dahinter.
- die Gruppe „Brimont“ (Generalkommando XV. Armee-Korps) (33. Reserve-Division und 213. Infanterie-Division) der 1. Armee unterstützte die Offensive, weitere acht Divisionen (darunter die 45., 47., 51. Reserve-Division, 36., 115., 195., die 12. Bayrische und 2. Garde-Division) standen als Armeereserve bereit.[1]

Die gegenüberliegende französische 6. Armee unter General Denis Auguste Duchêne, verfügte am Angriffstag über 14 Infanterie- und 4 Kavalleriedivisionen (12 Infanteriedivisionen in erster Linie) und 1400 Geschütze.
Am linken Flügel der Armee Duchêne stand das XXX. Korps unter General Hippolyte-Alphonse Pénet an der Ailette
- 19. Division – Général Pierre Trouchaud bei Vaux
- 55. Division – Général Joseph Mangin bei Nampcel
- 151. Division – Général Pierre des Vallières bei Chavigny
- 2. Kavalleriedivision – Général Hennoque bei Vézaponin

In der Mitte auf den Chemin des Dames folgte das XI. Korps unter General Louis Ernest de Maud’huy
- 21. Division – Général Dauvin bei Vailly-sur-Aisne
- 22. Division – Général Jean Renouard bei Euilly
- 61. Division – Général Louis Modelon bei Crouy
- 74. Division – Général Charles Lardemelle als Reserve in Osly-Courtil

Nach rechts anschließend folgte das XXI. Korps unter General Jean-Marie Degoutte
- 39. Division – Général André Massenet bei Villers-Hélon
- 45. Division – Général Stanislas Naulin bei Chenay
- 157. Division – Général Joseph Bodin de Galembert, als Reserve in Braine

Als rechter Flügel zwischen Craonne—Cormicy haltend, das britische IX. Korps unter Sir Alexander Hamilton-Gordon
- 8. Division – Generalmajor William Heneker bei Roucy
- 21. Division – Generalmajor David Graham Campbell bei Chalons le Vergeur
- 25. Division – Generalmajor Edmund Guy Bainbridge bei Montigny sur Vesle
- als Reserve: 50. Division – Generalmajor Henry Jackson bei Beaurieux

Als Armee-Reserve hinter der Front, diente das I. Kavallerie-Korps unter Général Eugène Féraud
- 4. Kavalleriedivision – Général Paul Louis Alexandre Lavigne Delville bei Dormans
- 1. Kavalleriedivision – Général Joseph de Rascas de Château-Redon
- 5. Kavalleriedivision – Général Alphonse Lacombe de la Tour bei Pierry

## Der Blücher-Angriff am 27. Mai

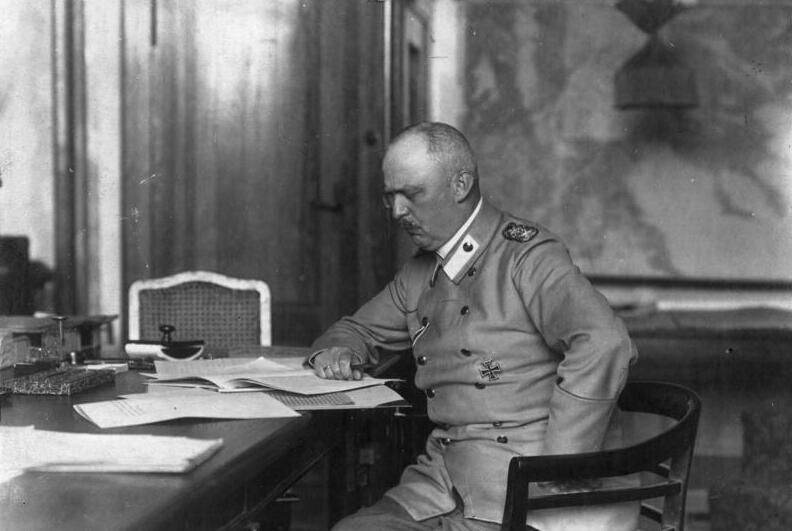
General Erich Ludendorff

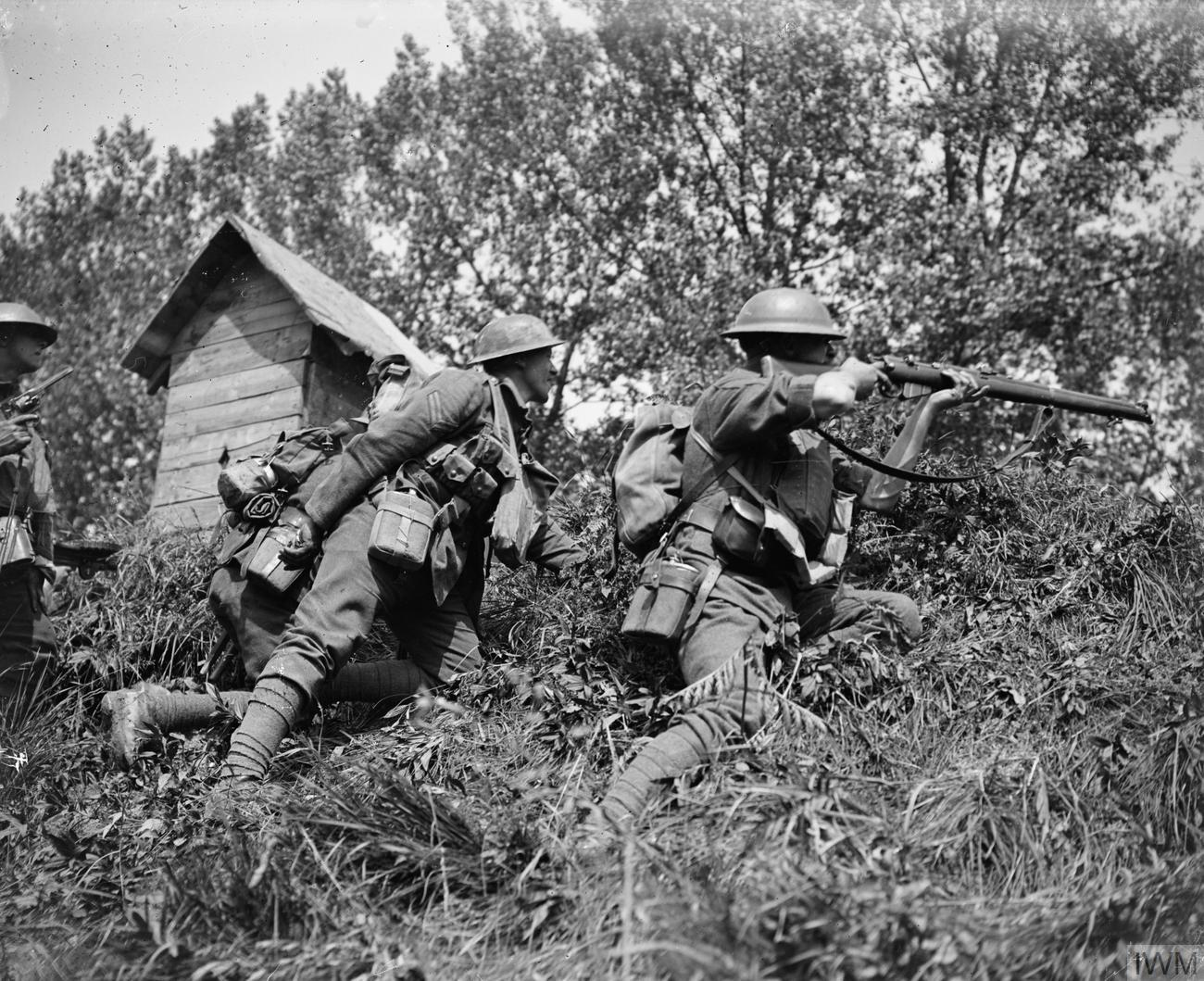
Britische Soldaten am Aisne-Abschnitt bei Maizy

Am 27. Mai um 2 Uhr morgens begannen die deutschen Batterien mit etwa 4000 Geschützen ein dreieinhalbstündiges Trommelfeuer. Nach dem Gasbeschuss wurden die erkundeten feindlichen Artilleriestellungen 65 Minuten lang beschossen, danach wurde das Feuer weitere 85 Minuten lang gegen die wichtigsten Transport- und Nachschublinien der Franzosen konzentriert. Gegen 4:35 Uhr wurde das Feuer für fünf Minuten auf die erste französische Hauptkampflinie gerichtet, dann folgte der Angriff der deutschen Infanterie unter Deckung der jetzt vorverlegten Feuerwalze.
Die französische 6. Armee hatte ihre Reserven im Einklang mit antiquierten Taktiken nahe dem Frontbereich konzentriert und wurde von der neuen deutschen Offensivtaktik überrascht.
Die deutschen Reserve-Korps Conta, Wichura und Winckler griffen im ersten Treffen mit 15 Divisionen am Abschnitt Vauxaillon–Winterberg–Villerberg an. Die feindliche Verteidigung, sechs französische und drei britische Divisionen, wurde schnell niedergekämpft. Die britische 150. Brigade unter Brigadier-General Hubert Rees kam dabei geschlossen in deutsche Gefangenschaft. Die 10. und 28. Division liefen anfangs an den Nordhängen der Höhenstellung fest. Der Angriff der 14. Reserve-Division nördlich von Celles kam vor der zweiten französischen Stellung zum Stehen. Die 113. Infanterie-Division brach bereits mittags überraschend in Vailly-sur-Aisne ein und bemächtigte sich der unzerstörten Aisne-Brücke. Östlich des Waldes von Pinon erstürmte die Gruppe „Wichura“ zuerst die Höhenlinie vom Fort Malmaison bis Ostel, danach die Hochfläche nördlich von Condé. Gleichzeitig verlor das französische XI. Korps die Aisnelinie, welche von allen angreifenden deutschen Divisionen überschritten werden konnte. Noch am Vormittag wurde die Aisne zwischen Vailly und Maizy überschritten, die zweite Stellung der noch haltenden französischen 157. Division wurde durchbrochen. Unterdessen überschritten die 33. Division bei Pont-Arcy und die 10. Reserve-Division bei Bourg die Aisne. Die Vorhut der 10. Reserve-Division hatte über Bazoches vorgehend bis zum Abend die Vesle westlich von Fismes erreicht. Die 28. Division stand vor Fismes, die 10. Reserve-Division erreichte östlich von Courcelles den Fluss.
Der rechte Flügel der 1. Armee, die Gruppe Brimont, trat südlich der Aisne eine Stunde später als die Gruppe „Schmettow“ an und erreichte ohne Schwierigkeiten ihre Angriffsziele, die zwischen Cormicy und weiter den Aisne-Marne-Kanal entlang bis Loivre gesteckt waren. Am Abend des ersten Angrifftages konnte die Front der 7. Armee auf 25 Kilometer Breite um bis zu zwanzig Kilometer nach Süden und Südwesten vorgeschoben werden.

### 28. Mai
Die 7. Armee konnte die Vesle auf breiter Front erreichen und überschreiten. Braisne und das Fort Condé fielen in deutsche Hände. Der rechte Flügel der 7. Armee, das Generalkommando 54, lief am französischen Widerstand vor Coucy-le-Château fest. Das linke Flügelkorps der 18. Armee, die Gruppe „Hofmann“ (Generalkommando XXXVIII. Reserve-Korps), ging zwischen Manicamp und Pontoise über die Oise und vereinigte sich bei Gameleu mit der aus dem Raum Saint-Gobain über den Aisne-Oise-Kanal vorgedrungenen Gruppe „François“ (Generalkommando VII. Armee-Korps). Am Abend stand die Masse der deutschen 7. Armee bereits südlich der Oise und Vesle.
Marschall Foch befahl, jeden Meter Geländes zu verteidigen, und erteilte taktischen Rückzügen eine Absage, aus Angst, die deutschen Truppen könnten noch Paris erreichen. General Pétain setzte auf eine mobile Verteidigung, um die deutschen Schockangriffe ins Leere laufen zu lassen und dann zu schnellen Gegenstößen anzusetzen. Auf französischer Seite trafen im Laufe des Tages mehrere Divisionen aus der Reserve an der bedrängten neuen Front ein: Die 43. Division unter General Camille Michel erschien bei Braisne, das I. Kavallerie-Korps unter General Feraud sicherte südlich von Fismes, die 170. Division unter General Rondeau stand bei Attichy, die 4. Division griff nördlich von Neuilly-Saint-Front in die Kämpfe ein. Die 20. Division unter General Putois sicherte bei Ville-en-Tardenois.

### 29. Mai
Am 29. Mai erreichte die 7. Armee mit vorspringender Mitte die Linie Villemontoire—Fère-en-Tardenois—Coulonges—Brouillet. Der linke Flügel der Armee drang im Laufe des Tages unter ständigen Kämpfen bis an den Nordostrand des Waldes von Villers-Cotterêts vor. Der Oberlauf des Ourcq und die Straße von Reims nach Dormans wurde breiträumig erreicht. Die Deutschen stürmten Juvigny und besetzten die Hochfläche von Nouvron.
Nach der Einnahme von Pasly und Cuffies, gelang es der Gruppe „Larisch“ mit der 5. Division unter General von Wedel in das brennende Soissons einzurücken. Südlich Soissons hatten sich die Franzosen aber gefangen und leiteten bereits Gegenangriffe ein, die den rechten Flügel der 7. Armee völlig stoppten. Die abgeschnittenen Franzosen, die sich noch auf den Höhen von Belleu und Sepimonts südöstlich der Stadt behauptet haben, vollzogen darauf ihre Absetzbewegung. Boehns Zentrum erreichte bei Loupeigne die Straße von Fismes nach Fère-en-Tardenois, der wichtige Verkehrsknoten wurde von der 36. Division unter Generalleutnant von Leipzig genommen.
Die deutsche Mitte überschritt den Ardre-Abschnitt und erreicht Romigny, die Vorhut erreichte die Linie Passy-Grigny und stand damit fünf Kilometer nördlich von Dormans dicht vor der Marne.
Im Zentrum trugen die Korps Winckler, Wichura und Conta die Kämpfe fächerförmig gegen Süden zur Marne voran. Seit dem Angriff wanderten bereits mehr als 35.000 Gefangene rückwärts. Die Gruppen „Winckler“ und „Wichura“ überschritten die Straße Soissons—Château-Thierry, eroberten die Orte Lartennes, Arcy, Grand-Rozoy, Oulchy-le-Château und drängten die Franzosen in die Wälder von Villers-Cotterêts zurück.
Im Osten griff jetzt auch die 1. Armee massiv in die Kämpfe ein, die Gruppe „Wellmann“ (Generalkommando VII. Reserve-Korps) drang aus der Linie Vitry-les-Reims gegen Cernay und das östliche Vorfeld von Reims an. Die Gruppen „Schmettow“ (Generalkommando 65) und „Ilse“ (Generalkommando XV. Armee-Korps) wies französische Gegenangriffe, die aus der Nordfront von Reims hervorbrachen, zurück und nahm Thillois.

### 30. Mai
Gegen Mittag befahl General Duchêne den Gegenangriff aller noch verfügbaren Kräfte (sieben Infanterie- und drei Kavalleriedivisionen) zwischen Soissons und Oulchy-le-Château um die Deutschen aufzuhalten. Das IV. Reserve-Korps (10., 36. und 28. Division) drang auf der Straße von Fère direkt nach Süden auf Jaulgonne vor. Bei diesen Kämpfen fiel der Kommandeur der 28. Division, Generalleutnant von Buchau.
Der Kommandierende General von Conta erreichte die Marne zwischen Château-Thierry und Jaulgonne. Die 231. Division durchbrach mit den Infanterie-Regimentern Nr. 443 und 444 die französischen Stellungen und erreichte um 13 Uhr die Marne. Auch die links aufschließende 36. Division erzwang den Durchbruch zum Fluss, das Grenadier-Regiment „König Friedrich I.“ (4. Ostpreußisches) Nr. 5 und das Danziger Infanterie-Regiment Nr. 128 erreichten den Fluss ebenfalls.
Bei der 1. Armee konnte die Gruppe „Brimont“ vor dem sich versteifenden Widerstand des Gegners nicht weiter vorwärtskommen. Ihre vier angesetzten Divisionen (86., 213. und 242. Infanterie-Division und 33. Reserve-Division) war vor den Reimser Höhen nördlich von Faverolles—Thillois—St. Brice an der Vesle festgelaufen. Nur der rechte Flügel, die 86. Division konnte im Zusammenwirken mit der 7. Reserve-Division den Anschluss an die Gruppe „Schmettow“ erreichen. Der linke Flügel blieb weit zurück, nur der 33. Reserve-Division gelang es abends, die versumpfte Vesle-Niederung zu überschreiten, die 213. Division konnte das Südufer der Vesle gewinnen. Die 242. Division rang in den nördlichen Vororten von Reims gegen französische Kolonialtruppen. Das seit dem Angriffsbeginn eroberte Gelände der 7. Armee erreichte auf fünfzig Kilometer Breite eine Tiefe von bis dreißig Kilometer, die Zahl der von der 7. Armee eingebrachten Gefangenen stieg auf 42.000 Mann, 400 Geschütze und weit über 1000 Maschinengewehre wurden erbeutet.

### 31. Mai
Boehns linker Flügel forcierte das Nordufer der Marne am 31. Mai zwischen Château-Thierry und Dormans in einer Breite von 25 Kilometern und richtete das Feuer der nachgezogenen Artillerie auf das Südufer. Am Südufer traf hier bereits das aus Flandern abgezogene französische 38. Korps unter General Mondesir als Verstärkung ein.
An der westlichen Angriffsfront traten die Gruppen „Hofmann“ und „Francois“ zur Eroberung der Hochfläche von Nampcel und Nouvron an, um das von den Franzosen noch gehaltene Nordufer der Aisne in die Hände zu bekommen. Ein von General Petain organisierter französischer Gegenangriff traf am 31. Mai auf den Höhen von Nouvron und Nampcel aufeinander. Nach harten Kämpfen besetzten die Deutschen Nouvron, Tartier und Guisy, warfen den zäh haltenden Gegner auf Nampcel und Fontenoy zurück, vermochten aber Vic-sur-Aisne nicht zu erreichen. Die Franzosen behaupteten sich zwischen Noyon und Moulin-sous-Touvent, im Waldwinkel von Carlepont und im Raum zwischen Autrèches und Vic.
Die Gruppe „Winckler“ wollte umfassend gegen den Wald von Villers-Cotterets vorgehen, als ein weiterer Gegenstoß der Franzosen bei Bercy-le-Sec einsetzte. Der deutsche Angriff wurde kurz angehalten, der Stoß abgeschlagen und die Franzosen gegen Longpont zurückgedrängt. Die Gruppen „Wichura“ und „Winckler“ überschritten die Linie Bercy—Villemontoire—Parcy—Oulchy und drängten den sich gut haltenden Feind über Chaudun, Vierzy, St. Remy und Treville nach Westen zurück.

### 1. Juni
Der linke Flügel der 7. Armee konnte am 1. Juni starke französische Gegenangriffe abschlagen und war auf dem rechten Flügel und im westwärts gerichteten Zentrum selbst zu neuen Angriffen geschritten. Auf dem Nordufer der Aisne rannte sich der deutsche Angriff fest. Es gelang den Gruppen „Hofmann“ und „Francois“ zwar weiter gegen Vic-sur-Aisne vorzudringen und die Franzosen am 2. Juni aus der Linie Autrêches—Nouvron auf Lautebraye und Bingre zurückzudrängen, aber vor Verny und auf den Höhen von Tracy-le-Mont und Moulin-sous-Touvent war der französische Widerstand nicht zu brechen. Wichuras Truppen drangen am 1. Juni gegen die Tiefenlinie des Savieres-Baches vor, am 2. Juni standen sie nördlich des Ourcq und stürmten die Orte Chaudun und Longpont. Das Gelände südlich des Monthiers bis Dammard fiel in ganzer Länge des Clignon in die Hände der Deutschen.
In Raum südöstlich von Reims wurde das Fort de Herbillon von den deutschen Truppen mit 15 Panzerwagen massiv angegriffen. Durch das Infanterie-Regiment Nr. 465 der 238. Infanterie-Division wurde es kurzzeitig erobert. Aufgrund der schwachen Kräfte konnte es jedoch nicht gehalten werden. Das Fort wurde von Einheiten des I. Kolonialkorps unter General Mazillier zurückerobert.

## Ausklang der Offensive

### Gegenangriffe der Alliierten
Ab 3. Juni waren die französischen Gegenangriffe bereits wirkungsvoller als die der Deutschen. Der Chef des französischen Generalstabes, General Petain hatte im Wald von Villers Cotterets bereits das XI. Korps neu herangeführt, nördlich davon wurde das XXX., XX. und I. aufgefüllt und neu organisiert. Die Franzosen warfen seit Beginn der Schlacht bereits 43 Divisionen in den Kampf, davon waren fünf britischer und zwei amerikanischer Herkunft. Verstärkung durch die 3. US-Division unter Generalmajor Dickman traf bei Château-Thierry ein und verstärkte die sich bereits festigende französische Verteidigung an der Marne. Einheiten der 2. US-Division unter General Bundy waren im Antransport. Für den rechten Flügel der deutschen 7. Armee gab es bereits kein Weiterkommen mehr, die Gruppe „Francois“ lief im Raum Carlepont auf dem Nordufer der Aisne fest. Die Gruppe „Winckler“, die ihre Hauptkräfte nach rechts zusammenzog, konnte den Gegner gerade noch über die Linie Pernant—Chaudun nach Westen auf Villers-Cotterets zurückdrängen.
Auch die heftig angegriffene Gruppe „Conta“, der im Flusswinkel zwischen Ourcq und Marne rang, wurde in der Orxois durch überlegene französische und amerikanische Kräfte in die Abwehr gedrängt. Trotz des Einsatzes zahlreicher Tanks verloren die Franzosen die Höhen von Pernant und Missy-aux-bois und wurden über die Linie Ambleny—Cutry—Dommiers südlich des Aisnebrückenkopfes Fontenoy zurückgeworfen.

### Bilanz
Am 6. Juni brach Ludendorff die verlustreiche Schlacht im Marnebogen ab, er versuchte jetzt am Südflügel der 18. Armee eine neue Offensive einzuleiten. Die Deutschen verloren beim Angriff über die Aisne etwa 130.000 Soldaten, die Franzosen 98.160, die Briten 28.703 und die erstmals in größerem Umfang beteiligten Amerikaner rund 11.000 Mann. General Duchêne wurde von seinem Kommando entfernt, die französische 6. Armee wurde General Degoutte übertragen.
General von Hutier bereitete den neuen „Gneisenau-Angriff“ zwischen Noyon und Montdidier vor. Die 18. Armee versuchte im Raum Lassigny nach Süden durchzubrechen und die vor dem rechten Flügel der deutschen 7. Armee sperrende Feindfront im Raum Compiegne vom Rücken her aufzurollen.
Auf dreißig Kilometer angesetzt brachen am 9. Juni drei Korpsgruppen (VIII., IX. und XVII. Armee-Korps), unterstützt von der Gruppe „Hofmann“ nach Süden vor. Ein Gegenstoß der französischen 10. Armee am 11. Juni stoppte die Deutschen schließlich an der Matz.